# Fischsteg (Ljubljana)
Der Fischsteg (Slowenisch: Ribja brv) ist eine im Herbst 2014 eröffnete Fußgängerbrücke über die Ljubljanica im Zentrum von  Ljubljana, der Hauptstadt Sloweniens. Sie verbindet den Fischmarkt Ribji trg am rechten Ufer mit dem Hribar-Ufer und der Gerbertreppe (Ljubljana) (Gerberjevo stopnišče) am linken Ufer, die zum Kongressplatz führt.
Das Bauwerk ist eine transparente, minimalistische Stahlbrücke mit Glasgeländern.

## Geschichte
Ideen für einen Flussübergang an dieser Stelle existieren bereits seit Planungen von Max Fabiani zum Wiederaufbau von Laibach nach dem Erdbeben von 1895.  Jože Plečnik berücksichtigte dies bei seinem Entwurf für die Umgestaltung des Kongressplatzes 1934. Allerdings dauerte es bis 1991, dass eine Brücke erstellt wurde, als temporäre Einrichtung aus Holz, die von Architekturstudierenden aus Ljubljana initiiert wurde.